# Syn Sophia, Inc.
syn Sophia, Inc., anteriorment Aki Corporation, és una empresa independent desenvolupadora de videojocs situada a Kichijōji, Tòquio (Japó). Fundada el 19 de juny de 1995, Aki és coneguda pels videojocs de lluita, el qual han obtingut moltes crítiques. La companyia va sortir a la llum el 1998.
L'1 d'abril de 2007, la companyia va canviar de nom cap a syn Sophia, Inc. Tanmateix, la divisió americana encara es diu AKI USA, Inc.

## Videojocs creats sota Aki Corporation
- 1996 - Virtual Pro-Wrestling (PlayStation) Llançat només al Japó.
- 1997 - Tactics Formula (Sega Saturn) Llançat només al Japó.
- 1997 - Virtual Pro Wrestling 64 (Nintendo 64) Llançat només al Japó.
- 1997 - WCW vs. nWo World Tour (Nintendo 64)
- 1997 - WCW vs. The World (PlayStation)
- 1998 - WCW/nWo Revenge (Nintendo 64)
- 1999 - WWF WrestleMania 2000 (Nintendo 64)
- 2000 - Animastar (Dreamcast) Llançat només al Japó.
- 2000 - Virtual Pro Wrestling 2: Oudou Keishou (Nintendo 64) Llançat només al Japó.
- 2000 - WWF No Mercy (Nintendo 64)
- 2001 - Animastar GB (Game Boy Color) Llançat només al Japó.
- 2001 - World Fishing (PC) Llançat només al Japó.
- 2003 - Def Jam Vendetta (GameCube, PlayStation 2)
- 2003 - Ultimate Muscle: Legends vs. New Generation (GameCube)
- 2004 - Def Jam: Fight for NY (GameCube, PlayStation 2, Xbox)
- 2004 - Galactic Wrestling: Featuring Ultimate Muscle (PlayStation 2)
- 2006 - Def Jam: Fight for NY: The Takeover (PlayStation Portable)
- 2006 - Kinnikuman Muscle Grand Prix (Arcade)
- 2006 - Kinnikuman Muscle Grand Prix MAX (PlayStation 2) Llançat només al Japó.
- 2006 - Touch Panic (Nintendo DS) Llançat només al Japó.
- 2007 - Kinnikuman Muscle Grand Prix 2 (Arcade)
- TBA - Mikke! (Nintendo DS)
- 2007 - Ready 2 Rumble 3 (TBA)